# Chad Allan
Allan Peter Stanley Kowbel —conocido artísticamente como Chad Allan— (Winnipeg, 29 de marzo de 1943-21 de noviembre de 2023) fue un músico canadiense, reconocido por ser el vocalista original de la banda de rock The Guess Who, antes de ser reemplazado por Burton Cummings. En 1971 formó la agrupación Brave Belt junto a su antiguo compañero en The Guess Who, Randy Bachman, proyecto con el que grabó dos álbumes de estudio. Como solista ha publicado siete producciones discográficas hasta la fecha.

## Discografía

### Álbumes
| Año  | Álbum                                                               |
| ---- | ------------------------------------------------------------------- |
| 1969 | Looking Through Crystal Glass (con Karen Marklinger & Corrine Cyca) |
| 1969 | The Metro-Gnomes                                                    |
| 1973 | Sequel                                                              |
| 1974 | Beowulf: A Musical Epic                                             |
| 1978 | Shakin' All Over                                                    |
| 1992 | Zoot Suit Monologue                                                 |
| 2007 | Chad Allan and the Reflections — Early Roots                        |